# Pardaliscella yaquina
Pardaliscella yaquina är en kräftdjursart som beskrevs av J. L. Barnard 1971. Pardaliscella yaquina ingår i släktet Pardaliscella och familjen Pardaliscidae. Inga underarter finns listade i Catalogue of Life.